# Ian Lawther
William Ian Lawther (20. oktober 1939 - 25. april 2010) var en nordirsk fodboldspiller (angriber).
Lawther spillede fire kampe for det nordirske landshold i perioden 1960-1962. De fire kampe var mod henholdsvis Wales, Skotland, Italien og Holland, og alle fire opgør endte med nederlag.
På klubplan tilbragte Lawther størstedelen af karriere i England, hvor han blandt andet i fire sæsoner repræsenterede Brentford, mens han i fem år var tilknyttet Stockport.